# Club de Gimnasia y Esgrima La Plata (voleibol feminino)
O  Club de Gimnasia y Esgrima La Plata ,  é  um time argentino de voleibol indoor feminino da  cidade de La Plata, tradicional e mais antigo clube nesta modalidade esportiva.
Foi um dos dez clubes que fundaram em 12 de dezembro de 1932 a  Federação de Voleibol Argentino, único que permanece em atividade.Na década de 40 o departamento de voleibol do clube desenvolveu muitas atividades, época que tinha a direção de Ricardo Vieytes.Em 1944 competiram na conquista Campeonato Nacional de Inverno com as jogadoras:Lanteri, Bilbao, Moro, Chiappa e Varas.Conquistaram o bronze  no Torneio Abertura  com grandes nomes do voleibol nacional da época: Mitolo, De Elena, Luna Hardoy, Marchetti, Mezzadri y Camugli.Sob o comando do Professor Rafael García iniciou-se as conquistas de grande relevância, o resultado começou a ser alcançado como o título  em 1951 da Copa Morgan e do  Campeonato Argentino na categoria novatos .
Em 1954 venceu a partida contra o  Obras Sanitarias,na época o campeão argentino, no correspondente Torneio Evita.E o mais importante deste período foi a conquista da Copa "Lola Berta de Villanueva" de 1955, participaram desta competição a representação da elite do voleibol sul-americano da época: o Fénix, este campeão paraguaio,  também compos o Obras Sanitarias, na época o campeão argentino (primeira divisão)  e o vice-campeão argentino: o YPF, e participou também o Comunicaciones.
Foram as primeiras jogadoras a destacar-se por esse clube:Ethel Varas, Hebe Figini, Etjel Kaiser, Alicia Caporali, Norma Parcio, Nora Peñas e Eva Parcio.Em 1972 e 1975 disputou da excursão para disputar os quadrangulares em Santiago do Chile.Em 1976 disputou o Quadrangular Náutico no Uruguai e foi campeão e no mesmo ano foi vice-campeão do Torneio Banco República.Na Liga A1 1998-99 alcançou o bronze da edição.Na temporada1999-00 conquista seu primeiro título da Liga A1 Argentina.
Em 2000 disputou a I Liga Sul-Americana de Clubes (Copa Bradesco Saúde), realizada em Joinville-Brasil, competição que substituiu no calendário esportivo a lacuna deixada por causa da não realização do Campeonato Sul-Americano de Clubes encerrando na quarta posição.
Na jornada 2000-01 conquista o bicampeonato na Liga A1 e o tri na edição 2002-03.Em 2001 disputou o extinto Torneio Internacional Salonpas Cup, realizado em Salvador, Brasil, encerrando na sexta colocação.
Alcançou o vice-campeão na  temporada 2001-02 da Liga A1 e na edição do período 2004-05 e obteve o título em 2005 do Gran Prix Metropolitano Copa “Norma Rimoldi”, año 2005.
Disputou a Liga A 2005-06.Na temporada 2006-07 o departamento de voleibol enfrentou sérios problemas financeiros e não disputou a Liga A1
2006-07 e regressou na Liga A1 seguinte.
Na jornada esportiva 2008-09 competiu na Liga A1 e finalizou  na quinta posição,mesma posição obtida na Copa Mercosul de 2008. Sagrou-se campeão da Copa CAE.Conquistou o  título da Liga Metropolitana de 2010 e foi quarto colocado na Liga A1 2010-11.
Seguiu disputando as temporadas 2011-12 e foi campeão da Copa 80º Aniversario de la Federación Metropolitana de Vóley em 2012.e  não se classificou para a terceira etapa da Liga A1 2012-13.E na Liga A1 2013-14 avançou até as quartas de final.Voltou a subir no pódio pela Liga A1 na temporada 2014-15, quando alcançou o bronze.Foi qualificado a disputa do Campeonato Sul-Americano de Clubes de 2016, sediado em La Plata.

## Resultados obtidos nas principais competições

### Títulos conquistados
- Campeonato Sul-Americano de Clubes:2016[29] e 2017
- Liga Sul-Americana de Clubes:2000[5]
- Campeonato Argentino(3 vezes): 1999-00,[2]2000-01[6] e 2002-03[6]
- Campeonato Argentino(3 vez): 2001-02[6], 2004-05[10] e 2016-17
- Campeonato Argentino(2 vezes): 1998-99[1] e 2014-15[26]
- Campeonato Argentino(1 vez): 2010-11[21]
- Liga Metropolitana:2000,[6]2001,[6]2004[6] e 2010[20]
- Liga Metropolitana:2002[6]